# Phasia aenea
Phasia aenea là một loài ruồi trong họ Tachinidae.